# Île Weddell
Pour les articles homonymes, voir Weddell.
L'île Weddell (en anglais : Weddell Island, en espagnol : Isla San José) est la troisième plus grande île des Malouines (en anglais : Falkland Islands, en espagnol : Islas Malvinas), avec une superficie de 254 km2. Elle est située à l'ouest de  l'île de la Grande Malouine. Jusqu'à la fin du XIXe siècle, elle était connue sous le nom d'île Swan (Swan Island), un nom qui prêtait à confusion avec les îles Swan, situées elles de l'autre côté de l'île de la Grande Malouine. Weddell est nommée d'après l'explorateur et navigateur britannique James Weddell qui visita les Malouines au début des années 1800 et est connu pour ses voyages en Antarctique (la mer de Weddell et le phoque de Weddell portent également son nom)
La petite population de l'île vit au Weddell Settlement sur la côte orientale, le reste de l'île servant de pâturage à moutons.

## Faune
Comme plusieurs autres îles des Malouines, l'île Weddell est connue pour sa vie sauvage avec des manchots, lion de mer et des dauphins. Des espèces exogènes d'Amérique du Sud ont aussi été introduites comme des mouffettes, des rheas, des perroquets et des guanacos dans les années 1930, ainsi que des renards gris d'Argentine (qui ne doit pas être confondu avec l'espèce autochtone de canidé, aujourd'hui disparue, le warrah aussi appelé loup ou renard des Falkland).